# Diary of a Wimpy Kid: Rodrick Rules (filme)
Diary of a Wimpy Kid: Rodrick Rules (bra: Diário de um Banana 2: Rodrick é o Cara; prt: O Diário de um Banana 2: As Regras de Rodrick) é um filme estadunidense de comédia lançado em 25 de março de 2011, baseado no livro homônimo.

## Sinopse
Greg (Zachary Gordon) está apaixonado por Holly Hills (Peyton List), sua nova colega de escola, só que seu irmão mais velho Rodrick (Devon Bostick) está disposto a atrapalhá-lo de todas as formas possíveis.

## Elenco
- Zachary Gordon como Greg Heffley.
- Devon Bostick como Rodrick Heffley.
- Robert Capron como Rowley Jefferson.
- Connor Fielding e Owen Fielding como Manny Heffley.
- Rachael Harris como Susan Heffley.
- Steve Zahn como Frank Heffley.
- Karan Brar como Chirag Gupta.
- Grayson Russell como Fregley.
- Laine MacNeil como Patty Farrell.
- Peyton Roi List como Holly Hills.
- Andrew McNee como Técnico Malone.
- Fran Kranz como Bill Walter.

## Recepção
No agregador de críticas Rotten Tomatoes, na pontuação onde a equipe do site categoriza as opiniões da  grande mídia e da mídia independente apenas como positivas ou negativas, o filme tem um índice de aprovação de 47% calculado com base em 100 comentários dos críticos. Por comparação, com as mesmas opiniões sendo calculadas usando uma média aritmética ponderada, a nota alcançada é 5,4/10 que é seguida do consenso: "Moderadamente espirituoso e com atuação aceitável, Diary of a Wimpy Kid 2 não é muito pior do que a primeira parte".
Em outro agregador de críticas também dos Estados Unidos, o Metacritic, que calcula as notas das opiniões usando somente uma média aritmética ponderada de determinados veículos de comunicação em maior parte da grande mídia, o filme tem uma pontuação de 51 entre 100, alcançada com base em 23 avaliações da imprensa anexadas no site, com a indicação de "revisões mistas ou neutras".